# Geras
Geras ist eine Stadtgemeinde mit 1253 Einwohnern (Stand 1. Jänner 2025) im Bezirk Horn in Niederösterreich.

## Geografie
Geras liegt im nördlichen Waldviertel in Niederösterreich, nördlich von Horn, das 22 Straßenkilometer entfernt ist.
Die Fläche der Gemeinde beträgt 67,66 Quadratkilometer. Davon sind 59 Prozent landwirtschaftlich genutzt und 36 Prozent bewaldet.

### Gemeindegliederung
Das Gemeindegebiet umfasst folgende 12 Ortschaften (in Klammern Einwohnerzahl Stand 1. Jänner 2025):
- Dallein (137)
- Fugnitz (38)
- Geras (431) samt Naturpark Geras
- Goggitsch (126) samt Steidlmühle
- Harth (69)
- Hötzelsdorf (157)
- Kottaun (71)
- Pfaffenreith (24)
- Purgstall (39)
- Schirmannsreith (42)
- Sieghartsreith (82)
- Trautmannsdorf (37)

Die Gemeinde besteht aus den Katastralgemeinden Dallein, Fugnitz, Geras, Goggitsch, Harth, Hötzelsdorf, Kottaun, Pfaffenreith, Purgstall, Schiermannsreith, Sieghartsreith, Thumeritzer Sasswald und Trautmannsdorf.
In der Stadtgemeinde Geras werden mehrere Postleitzahlen verwendet. Der Hauptort Geras und die Ortsteile Fugnitz, Goggitsch, Kottaun, Pfaffenreith und Trautmannsdorf haben die Postleitzahl 2093, die Ortschaft Purgstall die Postleitzahl 3752, die restlichen Ortsteile die Postleitzahl 3753.

### Nachbargemeinden
|                  | Drosendorf-Zissersdorf                      | Langau          |
| Japons           | Kompassrose, die auf Nachbargemeinden zeigt | Weitersfeld     |
| Irnfritz-Messern | Pernegg                                     | Sigmundsherberg |

## Geschichte
Das Prämonstratenser-Chorherren-Stift Geras wurde 1153 durch Ekbert und Ulrich von Pernegg gegründet.
Der Niederösterreichische Landtag erhob die damalige Marktgemeinde am 26. September 1928 zur Stadt.
Laut Adressbuch von Österreich waren im Jahr 1938 in der Stadtgemeinde Geras ein Arzt, ein Tierarzt, ein Notar, zwei Rechtsanwälte, zwei Taxiunternehmer, zwei Bäcker, zwei Binder, ein Dachdecker, eine Eisenwarenhandlung, drei Fleischer, ein Friseur, eine Fuhrwerkerin, sechs Gastwirte, vier Gemischtwarenhändler, ein Glaser, eine Hebamme, ein Landesproduktehändler, ein Rauchfangkehrer, ein Sattler, zwei Schlosser, zwei Schmiede, ein Schneider und zwei Schneiderinnen, ein Schuster, eine Sodawassererzeugung, ein Trafikant, drei Tischler, ein Wagner, ein Wasenmeister, ein Zivilgeometer und mehrere Landwirte ansässig. Weiters gab es ein Hotel.

### Bevölkerungsentwicklung
| Geras: Einwohnerzahlen von 1869 bis 2025            | Geras: Einwohnerzahlen von 1869 bis 2025 | Geras: Einwohnerzahlen von 1869 bis 2025 | Geras: Einwohnerzahlen von 1869 bis 2025 | Geras: Einwohnerzahlen von 1869 bis 2025 |
| --------------------------------------------------- | ---------------------------------------- | ---------------------------------------- | ---------------------------------------- | ---------------------------------------- |
| Jahr                                                |                                          |                                          |                                          | Einwohner                                |
| 1869                                                | 1869                                     |                                          | 2.442                                    | 2.442                                    |
| 1880                                                | 1880                                     |                                          | 2.420                                    | 2.420                                    |
| 1890                                                | 1890                                     |                                          | 2.488                                    | 2.488                                    |
| 1900                                                | 1900                                     |                                          | 2.540                                    | 2.540                                    |
| 1910                                                | 1910                                     |                                          | 2.622                                    | 2.622                                    |
| 1923                                                | 1923                                     |                                          | 2.559                                    | 2.559                                    |
| 1934                                                | 1934                                     |                                          | 2.494                                    | 2.494                                    |
| 1939                                                | 1939                                     |                                          | 2.399                                    | 2.399                                    |
| 1951                                                | 1951                                     |                                          | 2.344                                    | 2.344                                    |
| 1961                                                | 1961                                     |                                          | 1.992                                    | 1.992                                    |
| 1971                                                | 1971                                     |                                          | 1.808                                    | 1.808                                    |
| 1981                                                | 1981                                     |                                          | 1.637                                    | 1.637                                    |
| 1991                                                | 1991                                     |                                          | 1.531                                    | 1.531                                    |
| 2001                                                | 2001                                     |                                          | 1.433                                    | 1.433                                    |
| 2011                                                | 2011                                     |                                          | 1.369                                    | 1.369                                    |
| 2021                                                | 2021                                     |                                          | 1.283                                    | 1.283                                    |
| 2025                                                | 2025                                     |                                          | 1.253                                    | 1.253                                    |
| Quelle(n): Statistik Austria, Gebietsstand 1.1.2021 |                                          |                                          |                                          |                                          |

## Kultur und Sehenswürdigkeiten
- Stift Geras
- Schüttkasten Geras

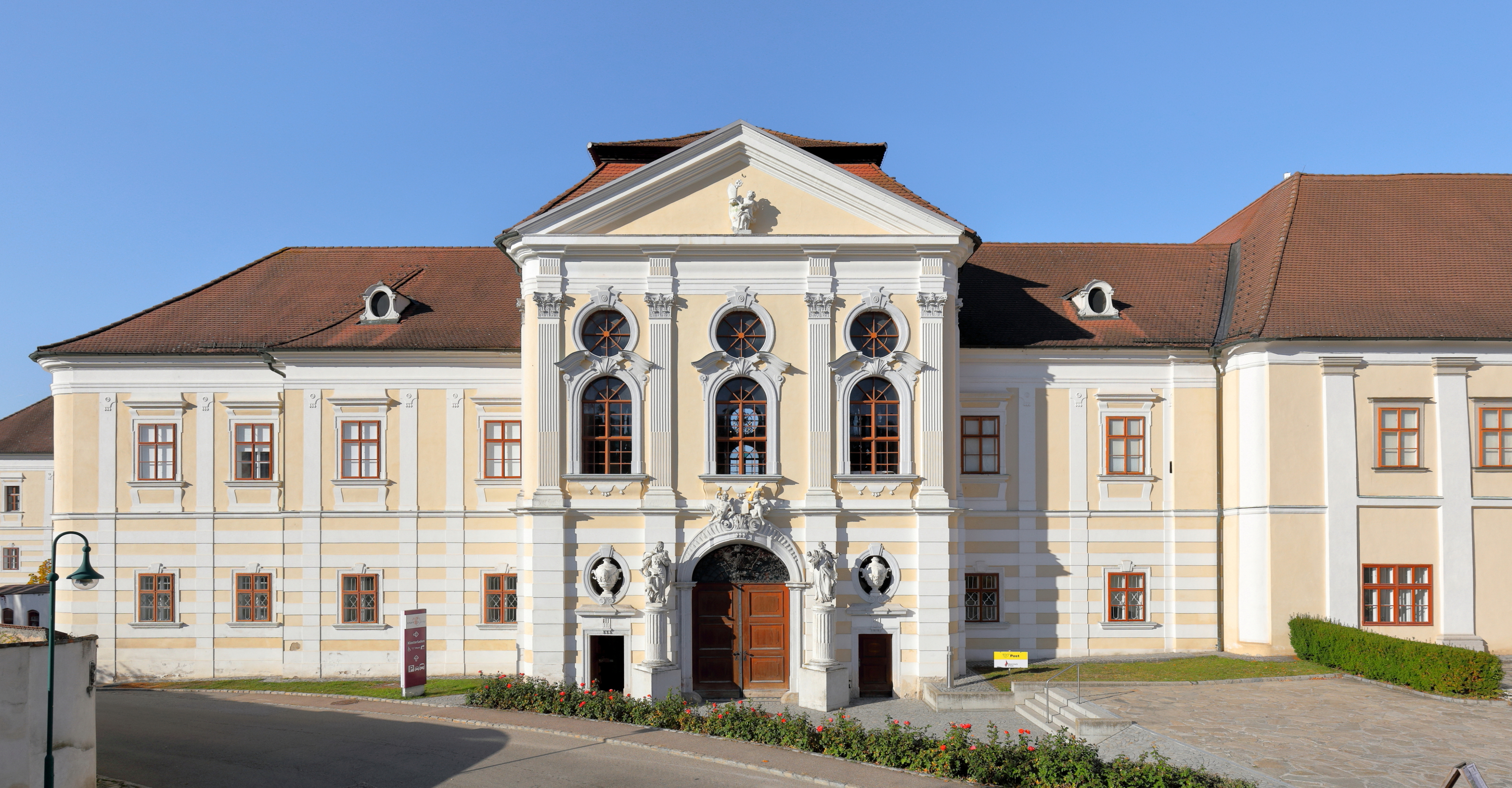
Das „Neugebäude“ des Stiftes mit der dem Ort zugewandten Hauptfassade

- Katholische Pfarrkirche Harth hl. Rochus
- Naturpark Geras
- Erdäpfelfest

## Wirtschaft und Infrastruktur
Nichtlandwirtschaftliche Arbeitsstätten gab es im Jahr 2001 63, land- und forstwirtschaftliche Betriebe nach der Erhebung 1999 149. Die Zahl der Erwerbstätigen am Wohnort betrug nach der Volkszählung 2001 628. Die Erwerbsquote lag 2001 bei 45,21 Prozent.
Die wichtigsten Unternehmen in der Gemeinde sind das Stift Geras, die APV, ein Hersteller landwirtschaftlicher Maschinen, und die Firma Hallenbau Baumhauer in Dallein, sowie die Tischlerei Weiskircher in Goggitsch.

### Öffentliche Einrichtungen
In Geras befindet sich ein Kindergarten und eine Volksschule.

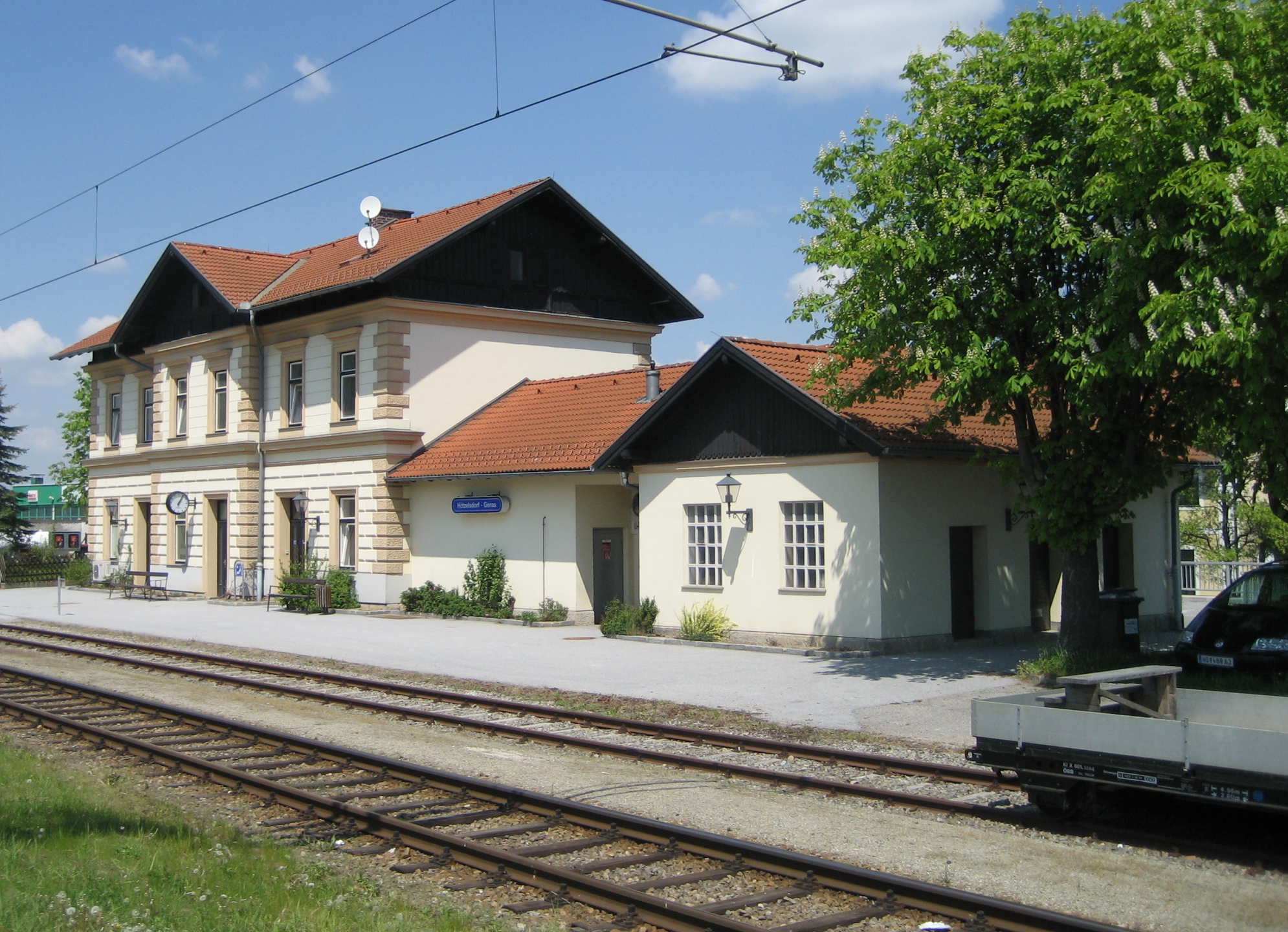
Bahnhof Hötzelsdorf-Geras

### Verkehr
- Bahn: Der Ortsteil Hötzelsdorf liegt an der Franz-Josefs-Bahn. Die ÖBB betreiben den Bahnhof Hötzelsdorf-Geras.
- Bus: Die Linien 1255 (Horn-Langau) und 1304 (Horn-Drosendorf) des Linienbusunternehmens PostBus fahren Haltestellen in Geras und in den Ortsteilen an.
- Straße: Geras liegt an der Horner Straße (B4).

## Politik

### Gemeinderat
Der Gemeinderat hat 19 Mitglieder.
- Nach den Gemeinderatswahlen in Niederösterreich 1990 hatte der Gemeinderat folgende Verteilung: 15 ÖVP, 3 SPÖ und 1 FPÖ.
- Nach den Gemeinderatswahlen in Niederösterreich 1995 hatte der Gemeinderat folgende Verteilung: 14 ÖVP, 3 SPÖ, 1 FPÖ und 1 Neue Wahl Geras.[7]
- Nach den Gemeinderatswahlen in Niederösterreich 2000 hatte der Gemeinderat folgende Verteilung: 15 ÖVP, 3 SPÖ und 1 FPÖ.[8]
- Nach den Gemeinderatswahlen in Niederösterreich 2005 hatte der Gemeinderat folgende Verteilung: 14 ÖVP, 4 SPÖ und 1 Alternative Liste.[9]
- Nach den Gemeinderatswahlen in Niederösterreich 2010 hatte der Gemeinderat folgende Verteilung: 15 ÖVP und 4 SPÖ.[10]
- Nach den Gemeinderatswahlen in Niederösterreich 2015 hat der Gemeinderat folgende Verteilung: 14 ÖVP und 5 SPÖ.[11]
- Nach den Gemeinderatswahlen in Niederösterreich 2020 hatte der Gemeinderat folgende Verteilung: 16 ÖVP und 3 SPÖ.[12]
- Nach den Gemeinderatswahlen in Niederösterreich 2025 hat der Gemeinderat folgende Verteilung: 14 ÖVP, 3 FPÖ und 2 SPÖ.[13]

### Bürgermeister
- bis 2004 Otto Schmutz
- 2004–2023 Johann Glück (ÖVP)
- seit 2023 Karin Gutmann (ÖVP)

## Persönlichkeiten
- Joachim Angerer (1934–2019), österreichisch-deutscher Historiker und Musikwissenschaftler, war Abt des Stifts Geras.
- Benedikt Reinhold Felsinger, OPraem (* 1965), österreichischer Geistlicher, als „Kräuterpfarrer“ bekannt
- Hans Fischböck (1895–1967), österreichischer Jurist, Handelsminister, Generalkommissar in den Niederlanden, Reichskommissar, Staatssekretär und SS-Brigadeführer im Dienste des NS-Regimes, wurde in Geras geboren.
- Jakob Franz Alexander Kern (1897–1924), österreichischer Theologe, und Seliger der römisch-katholischen Kirche, war Prämonstratenser-Chorherr im Stift Geras.
- Ambros Josef Pfiffig (1910–1998), österreichischer Etruskologe, Historiker, Heimatforscher und Komponist, war Prämonstratenser-Chorherr im Stift Geras.
- Ernst Pleßl (1928–2007), Lehrer und Landeshistoriker, in Dallein geboren
- Michael Karl Proházka (1956–2023), war von 2007 bis 2018 der 57. Abt des Stifts Geras.
- František Ignác Tůma (1704–1774), österreichischer Hofkapellmeister, Komponist, war Prämonstratenser-Chorherr im Stift Geras.
- Ehrenbürger Hermann-Josef Weidinger (1918–2004), österreichischer Prämonstratenser-Chorherr, bekannt als Kräuterpfarrer
- Augustinus Karl Wucherer-Huldenfeld (* 1929), österreichischer Theologe und Philosoph, ist Prämonstratenser-Chorherr im Stift Geras.
- Alphons Žák (1868–1931), österreichischer Theologe, Heimatforscher und Historiker, war Prämonstratenser-Chorherr im Stift Geras.